# Quiringh Gerritsz. van Brekelenkam

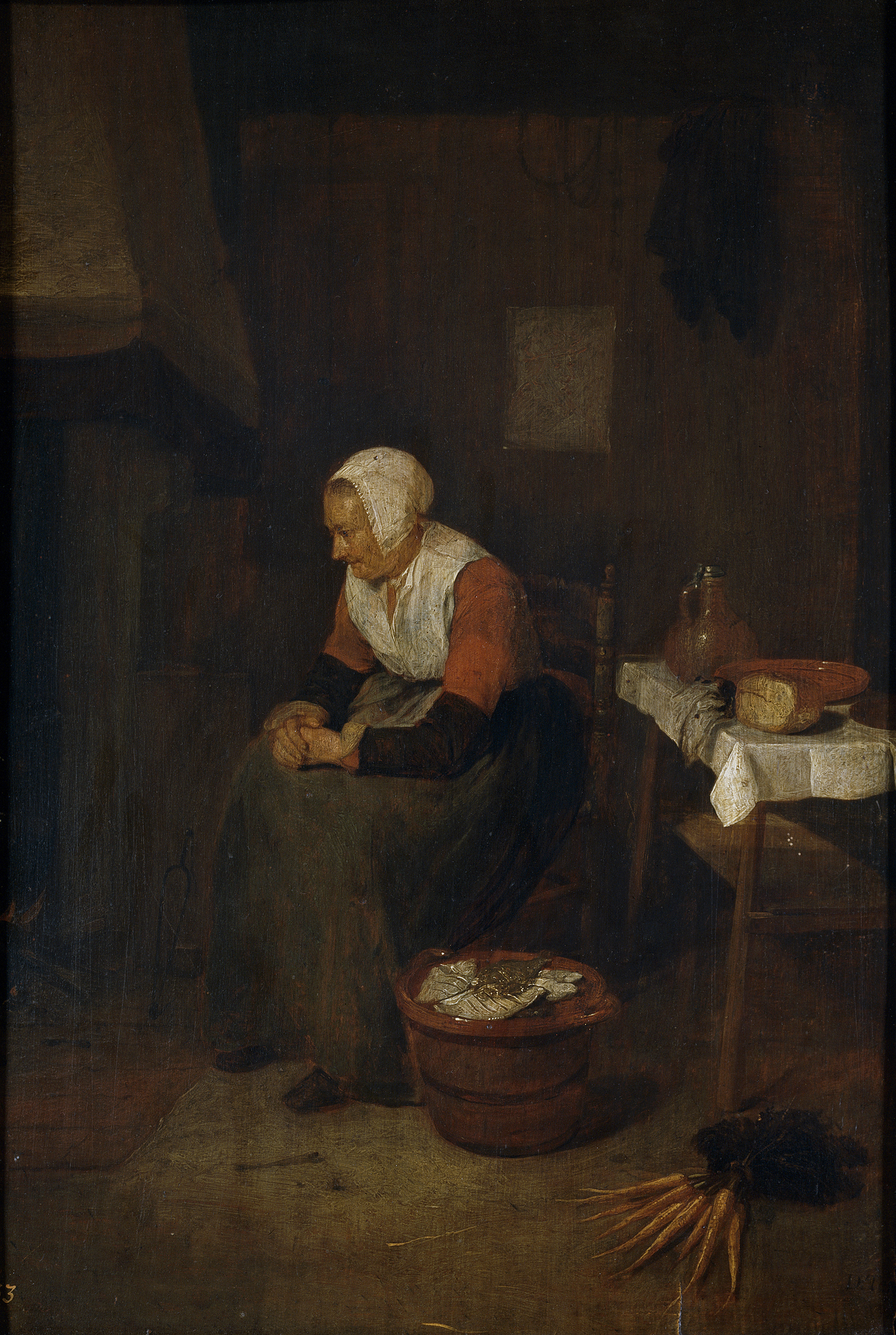
Anciana junto a una chimenea, óleo sobre tabla, 48 x 36 cm, Madrid, Museo del Prado.

Quiringh Gerritsz. van Brekelenkam (Zwammerdam, ca. 1622/1630–Leiden, después de 1669) fue un pintor barroco holandés, especializado en pintura de género e interiores. 
Probablemente se formó en Leiden con Gerrit Dou, con quien guarda ciertas semejanzas, aunque su estilo es menos minucioso y más pictórico. En 1648 se le documenta entre los miembros fundadores del gremio de San Lucas de Leiden. De ese mismo año es la primera de sus obras fechadas: Anciana despiojando a un niño (Leiden, Stedelijk Museum De Lakenhal). No se tienen noticias posteriores a 1669, año de la última obra fechada, el retrato de un hombre de treinta y tres años.
Aunque caído en el olvido, fue un pintor prolífico que abordó diversos géneros, incluyendo bodegones y retratos, pero su principal dedicación fue la pintura de género, habitualmente modestos interiores de cocina y hogares campesinos, con un número muy reducido de figuras, y sencillos talleres artesanos, como el Taller del sastre del Rijksmuseum de Ámsterdam o la Anciana ante la chimenea del Museo del Prado, atribuida en el pasado a David Teniers el Joven. En fechas avanzadas, hacia 1660, se acercó también a los interiores burgueses de Gerard ter Borch, prescindiendo de cualquier anécdota.